# Phyllozelus genicularis
Phyllozelus genicularis är en insektsart som beskrevs av Francois Jules Pictet de la Rive och Henri Saussure 1892. Phyllozelus genicularis ingår i släktet Phyllozelus och familjen vårtbitare. Inga underarter finns listade i Catalogue of Life.